# Mitnagdim

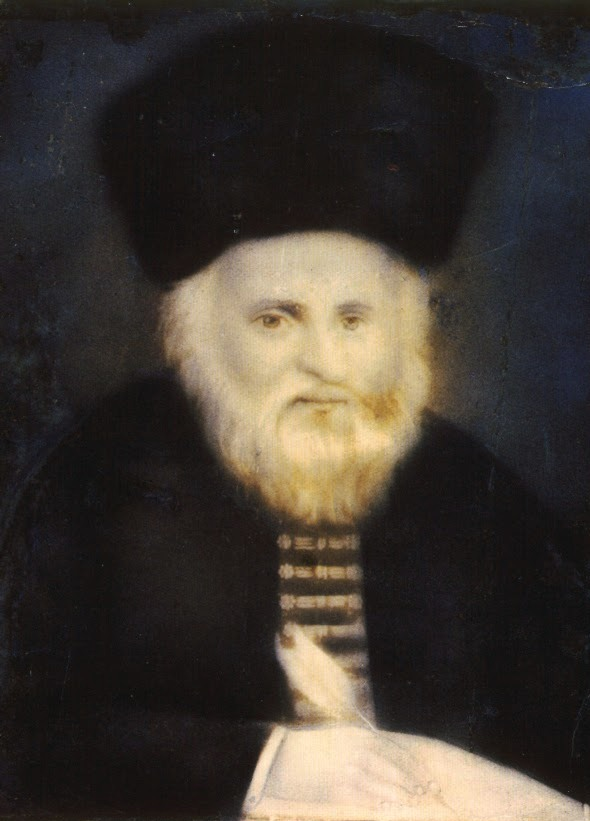
Gaonul Eliyahu din Vilna

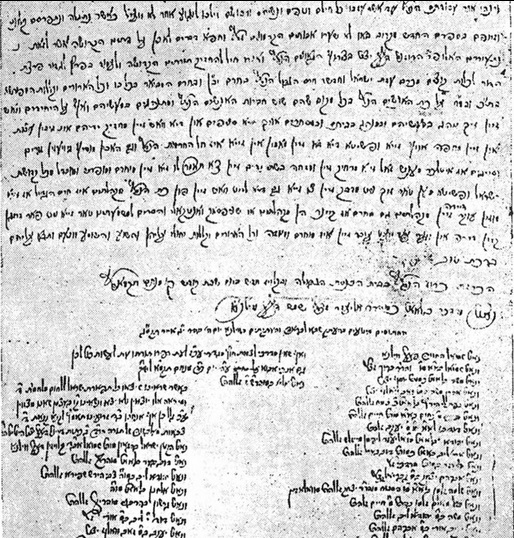
Anatema (herem) declarată în 1781 de către rabinul gaon Eliyahu din Vilna și alții asupra hasidimilor

Mitnagdim (la singular: mitnaghéd) sau în pronunția așkenază Misnágdim (la singular: misnághed, în ebraică:מתנגדים la singular מתנגד), cunoscuți și ca „lituanieni” sau litvaks- a fost mișcarea religioasă în rândurile evreilor așkenazi din Europa de Est care în secolele al XVIII-lea- al XIX-lea s-a împotrivit creșterii hasidismului. Mitnagdimii s-au concentrat mai ales în Lituania în sensul geografic larg, bastionul ei fiind Vilnius, pe atunci Wilno sau în limba idiș -Vilna. 
Curentul anti-hasidic a avut, însă, influență, si asupra multor comunități evreiești din alte regiuni. Cele mai grele conflicte dintre cele două curente din iudaismul ortodox, însoțite de excomunicări, boicoturi, persecuții și delațiuni către autoritățile statale, s-au produs în ultima treime a secolului al XVIII-lea. Ele au culminat cu cele trei principale dispute din anii 1770-1805. Intoleranța față de hasidism, mai ales cel din a doua generație, i-a făcut pe mitnagdim să dezvolte filozofii religioase distincte și instituții religioase locale, care nu erau o simplă perpetuare a vechii stări de lucruri, ci au inclus adesea inovații. Efectele cele mai notabile ale acestor eforturi, al căror pionier a fost Rabinul Haim din Volojin, și care au fost continuate de discipolii acestuia, au fost crearea unor ieșive la vremea lor moderne și independente, precum și Mișcarea Musar („a Moralei”). 
De la  sfârșitul secolului al XIX-lea tensiunile dintre mitnagdim și hasidim au diminuat în mare măsură, iar urmașii mitnagdimilor au adoptat epitetul Lituanieni - Litvișe sau Litvaci (Litvaks).

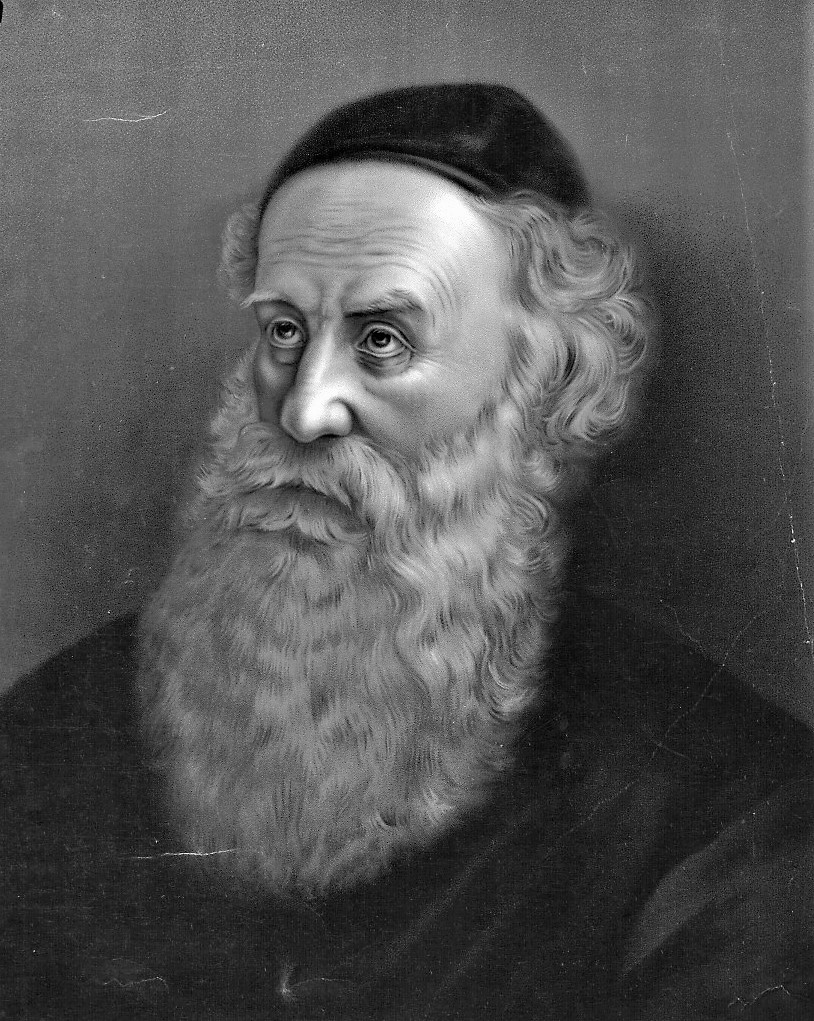
Rabinul Shneur Zalman din Ladi, fondator al mișcării hasidice Habad, a fost denunțat pe nedrept autorităților țariste de către adversarii săi, mitnagdim, ca fiind un spion al Imperiului Otoman. Eliberarea sa din închisoare a dat un nou avânt hasidismului

## Istoria

### Cauza disputelor
- Teama conducătorilor comunităților pentru statutul lor si de schimbarea ordinii traditionale în comunități, în urma ascensiunii și concurenței din partea conducătorilor hasidici. Erau chiar și repercusiuni  economice ca de pildă, modul taierii rituale, care la hasidim se fpcea cu cuțite șlefuite.
- teama de schisma în masă de tipul celei a Sabatianismului și frankiștilor, care au zguduit colectivitățile evreiești din Europa de est cu câteva decenii in urmă
- divizare ideologică între mitnagdim, care puneau accentul pe învățarea Torei (adică a Talmudului) și hasidimi, care făceau mai mult loc pentru mistică și rugăciuni.